# 商丘学院
商丘学院是一所位于中华人民共和国河南省商丘市的民办本科院校，由河南春来教育集团主办。

## 历史
该校前身为河南农业大学华豫学院，始建于2002年。2005年7月被教育部批准设立独立学院，2010年教育部批准由河南农业大学华豫学院转设为独立设置的民办本科学校“商丘学院”。2011年5月26日，经教育部批准正式挂牌成立。

## 院系设置
学校现有13个学院和系部：传媒与艺术学院、外国语学院、文学院、工商管理学院、商学院、计算机工程学院、电子信息工程学院、风景园林学院、土木工程学院、体育学院、思想政治理论教学部、公共艺术教学部和音乐系。设有46个本科专业，32个专科专业。其中河南省特色专业2个，河南省品牌专业7个，河南省综合改革试点专业3个。